# Liste von Persönlichkeiten der Stadt Jáchymov
Die Liste der Persönlichkeiten der Stadt Jáchymov in Tschechien enthält Personen, die in der Geschichte der Stadt Jáchymov bzw. St. Joachimsthal eine bedeutende Rolle gespielt haben. Es handelt sich dabei um Persönlichkeiten, die hier geboren sind, hier gewirkt haben oder denen die Ehrenbürgerschaft verliehen wurde.

## Ehrenbürger
- Peter von Rittinger (1811–1872), Montanist und Pionier der Erzaufbereitung
- Gregor Lindner (1831–1917), Stadtdechant von St. Joachimsthal, Chronist
- Karl Siegl (1851–1943), Jurist, Historiker und Archivar in Eger
- Maximilian Hüttisch (1911–1988), Maler und Grafiker
- Jan Hloušek (1950–2014), Geologe, Mineraloge und Historiker

## Söhne und Töchter der Stadt
- Christoph Fischer (1518–1598), Pfarrer, Landessuperintendent der Grafschaft Henneberg, Generalsuperintendent von Lüneburg-Celle
- Johannes Criginger (1521–1571), lutherischer Theologe, Kartograf und Schriftsteller
- Isaak Haßler, (um 1530–1591), deutscher evangelisch-lutherischer Kirchenorganist in Nürnberg

- Johann Richter oder Johannes Praetorius (1537–1616), Mathematiker und Astronom
- David Seltenreich (um 1540–1614), Bergmeister, Vize-Richter und Stadtvogt
- Johannes Mathesius der Jüngere (1544–1607), Mediziner
- Samuel Fischer (1547–1600), Pfarrer, Superintendent und Professor in Jena
- Paul Mathesius (1548–1584), lutherischer Theologe
- Johannes Titelius († 1626), evangelisch-lutherischer Geistlicher und Dramatiker
- Jakob Schober (1563–1632), lutherischer Geistlicher, Oberpfarrer und Inspektor, Exulant
- Elias Pistorius (1590–1664), lutherischer Theologe, Rektor in St. Joachimsthal, Pastor in Olbernhau
- Jacob Schedlich (1591–1669), Orgelbauer und Kantor sowie 36 Jahre Bürgermeister in St. Joachimsthal
- Theophil Pistorius (* 1592), Linguist, Theologe, Hebräist und Poet
- David Schedlich (1607–1687), Barockkomponist, Organist in Nürnberg
- Johann Gabriel Macasius (um 1608–1665), Bergmeister, Stadtkämmerer und Bürgermeister
- David Rebentrost (1614–1703), Pfarrer zu Drebach, Arzt, Heilpraktiker, Apotheker und Pflanzenzüchter
- Centurio Wiebel (1616–1684), kursächsischer Maler
- Paul Wenzel Seeling (um 1617–1693), Waldbereiter, Stadtrichter in Platten, Münzamtsverwalter, letzter Münzmeister in St. Joachimsthal
- Elias Pistorius (1624–1668), Theologe, Hofprediger und Konsistorialassessor
- Johannes Centurio Macasius (1636–1680), Mediziner, Philosoph und Stadtphysikus in Annaberg
- David Funck (1648–1701), Komponist und Musiker
- Franz Macasius (1686–1733), Jesuit, Gelehrter und Doktor der Theologie am Clementinum in Prag
- Johann Franz von Heßler (1693–1770), Stadtschreiber, Grenzzolleinnehmer und Bergwerkseigentümer in Platten, kaiserlicher Rat
- Johann Optat Mießl von Zeileisen (1768–1841), k. k. Postmeister, Blei- und Mennigfabrikbesitzer, Bürgermeister
- Johann Anton Heidmann (1772–1855), Mediziner
- Florian Makasy (1790–1878), Bergbauunternehmer und Direktor, k. k. Postmeister, Schulaufseher
- Alberich Heidmann (1808–1898), seit 1862 Abt des Zisterzienserstifts Lilienfeld
- Karl Siegl (1851–1943), Historiker, Stadtarchivar und Museumsleiter
- Arpad Schmidhammer (1857–1921), Buchillustrator und Karikaturist
- Johann Alboth (1861–1940), Lyriker und Lehrer
- Robert Juza (1904–1996), Chemiker und Hochschullehrer
- Erwin Schneider (1906–1987), Bergsteiger und Kartograph, Teilnehmer an mehreren Himalayaexpeditionen, genannt der Siebentausender-Schneider
- Maximilian Hüttisch (1911–1988), Maler und Grafiker

## Personen, die mit der Stadt in Verbindung stehen
- Johannes Sylvius Egranus († 1535), Theologe, Humanist und Reformator
- Heinrich von Könneritz (um 1483–1551), Berghauptmann und Münzmeister
- Stefan Schlick (1487–1526), Grundherr, Stadtgründer und Montanunternehmer
- Georgius Agricola (1494–1555), Stadtarzt und Apotheker, Vater der Mineralogie
- Nikolaus Herman (1500–1561), Kantor und Lehrer an die Lateinschule, schuf zahlreiche evangelische Kirchenlieder
- Ruprecht Pullacher († 1563), Münzmeister
- Johannes Mathesius (1504–1565), ab 1532 Rektor der Lateinschule, seit 1542 Bergprediger
- Gabriel Kolb (* um 1521–1607), Bergmeister, leitete das Bergamt St. Joachimsthal
- Kaspar Eberhard (1523–1575), Lehrer und Rektor der Lateinschule von 1545 bis 1554
- Georg Geitzkofler (1526–1577), Münzmeister
- Sebalt Schwertzer (1552–1598), Berghauptmann, Kaufmann und Alchemist
- Gregor Steinmüller (1574–1638), Münzmeister
- Johann Nepomuk Mießl von Zeileisen (1733–1802), geadelter Oberamtsverwalter, Bergrichter und Heimatforscher
- Anton Böhm (ca. 1785–1870), Pfarrer von St. Joachimsthal und Chronist der Stadt
- Leopold Gottlieb (1852–1916), Balneologe und erster ärztlicher Leiter des Heilbades in St. Joachimsthal.
- Gustav Kroupa (1857–1935), Oberhüttenverwalter und Leiter der Uranfarbenfabrik in St. Joachimsthal
- Heribert Sturm (1904–1981), 1928 bis 1934 Stadtarchivar in St. Joachimsthal, Vorstandsmitglied des Collegium Carolinum in München.
- Karl Lapper (1907–1996), österreichischer Pressereferent, Propagandist und Politiker (NSDAP), besuchte hier die Schule